# کوین میر
کوین مَیِر (به فرانسوی: Kévin Mayer) (زادهٔ ۱۰ فوریهٔ ۱۹۹۲) یک ورزشکار دو و میدانی اهل فرانسه است که در رشتهٔ دهگانه فعالیت می‌کند.
مَیِر رکورد جهانیِ دهگانه را با کسبِ ۹۱۲۶ امتیاز در دست دارد. او در سپتامبر ۲۰۱۸ رکوردِ اشتون ایتون آمریکایی را شکست.
همچنین، از افتخارات وی می‌توان به کسب مدال نقرهٔ ده‌گانه در بازی‌های المپیک تابستانی ۲۰۱۶ اشاره کرد.